# Cmentarz żydowski w Wiżajnach
Cmentarz żydowski w Wiżajnach – został założony w XIX wieku i uległ zniszczeniu podczas II wojny światowej. Teren nekropolii - na którym nie zachowały się żadne nagrobki - jest obecnie wykorzystywany jako boisko do gry w piłkę. Cmentarz miał powierzchnię 2 ha.